# Svračkovci
Svračkovci (en serbe cyrillique : Сврачковци) est un village de Serbie situé dans la municipalité de Gornji Milanovac, district de Moravica. Au recensement de 2011, il comptait 460 habitants.

## Démographie
| 1948 | 1953 | 1961 | 1971 | 1981 | 1991 | 2002 | 2011 |
| ---- | ---- | ---- | ---- | ---- | ---- | ---- | ---- |
| 810  | 788  | 620  | 546  | 535  | 487  | 491  | 460  |

|  |